# DHF's Landspokalturnering 2018
DHF´s Landspokalturnering i 2018 var den 55. udgave af DHF's Landspokalturnering. TTH Holstebro er forsvarende mestre hos herrerne og Team Esbjerg hos kvinderne. Mændenes turnering blev vundet af Aalborg Håndbold, der vandt finalen med 28-27 over Skanderborg Håndbold. Kvindernes turnering blev vundet af Nykøbing Falster Håndboldklub, der vandt finalen med 28-26 over Odense HC.

## Mænd

### 1/8-finaler
16 hold har kvalificeret sig til 1/8-finalerne. Kampene skal spilles senest 26. august 2018.
| Dato  | Hjemmehold            | Udehold               | Resultat |
| ----- | --------------------- | --------------------- | -------- |
| 21.8  | Ribe-Esbjerg HH       | TTH Holstebro         | 25-36    |
| 22.8  | Skanderborg Håndbold  | Skjern Håndbold       | 28-26    |
| 23.8  | HK Give Fremad        | GOG                   | 23-39    |
| 23.8  | Team Sydhavsøerne     | Nordsjælland Håndbold | 22-25    |
| 24.8  | Rækker Mølle Håndbold | Århus Håndbold        | 19-28    |
| 24.8  | SUS Nyborg            | Aalborg Håndbold      | 17-37    |
| 25.8  | SønderjyskE Håndbold  | Bjerringbro-Silkeborg | 27-36    |
| 26.8  | Mors-Thy Håndbold     | KIF Kolding           | 27-26    |
| Kilde |                       |                       |          |

### 1/4-finaler
Her deltager de otte vinderhold fra 1/8-finalerne
| Dato  | Hjemmehold            | Udehold               | Resultat |
| ----- | --------------------- | --------------------- | -------- |
| 18.12 | TTH Holstebro         | Århus Håndbold        | 25-29    |
| 18.12 | Mors-Thy Håndbold     | Aalborg Håndbold      | 25-32    |
| 19.12 | Skanderborg Håndbold  | Nordsjælland Håndbold | 33-32    |
| 19.12 | Bjerringbro-Silkeborg | GOG                   | 35-30    |
| Kilde |                       |                       |          |

### Final 4

#### Semifinaler
De fire vindere af kvartfinalerne spillede final 4-stævne 16. og 17. marts 2019.
| Dato  | Hold             | Hold                  | Resultat     |
| ----- | ---------------- | --------------------- | ------------ |
| 16.3  | Aalborg Håndbold | Bjerringbro-Silkeborg | 29-27        |
| 16.3  | Århus Håndbold   | Skanderborg Håndbold  | 33-34 (efs.) |
| Kilde |                  |                       |              |

#### Finale og bronzekamp
Her deltog de to vinderhold fra semifinalerne. 
| Dato  | Hold                 | Hold                  | Resultat        |
| ----- | -------------------- | --------------------- | --------------- |
| 17.3  | Århus Håndbold       | Bjerringbro-Silkeborg | 26-27 (e. str.) |
| 17.3  | Skanderborg Håndbold | Aalborg Håndbold      | 27-28           |
| Kilde |                      |                       |                 |

## Kvinder

### 1/8-finaler
16 hold har kvalificeret sig til 1/8-finalerne. Kampene skal spilles senest 26. august 2018.
| Dato  | Hjemmehold           | Udehold                       | Resultat |
| ----- | -------------------- | ----------------------------- | -------- |
| 14.8  | Roskilde Håndbold    | Randers HK                    | 23-32    |
| 22.8  | Skanderborg Håndbold | Nykøbing Falster Håndboldklub | 21-26    |
| 22.8  | Aarhus United        | Silkeborg-Voel KFUM           | 29-31    |
| 22.8  | Ajax København       | Herning-Ikast Håndbold        | 17-20    |
| 22.8  | Hadsten Håndbold     | Team Esbjerg                  | 16-37    |
| 23.8  | Ringkøbing Håndbold  | København Håndbold            | 13-28    |
| 23.8  | SønderjyskE Håndbold | Odense HC                     | 14-33    |
| 24.8  | TTH Holstebro        | Viborg HK                     | 26-31    |
| Kilde |                      |                               |          |

### 1/4-finaler
Her deltager de otte vinderhold fra 1/8-finalerne
| Dato  | Hjemmehold             | Udehold                       | Resultat |
| ----- | ---------------------- | ----------------------------- | -------- |
| 17.9  | Herning-Ikast Håndbold | Nykøbing Falster Håndboldklub | 15-18    |
| 18.9  | København Håndbold     | Randers HK                    | 26-27    |
| 18.9  | Silkeborg-Voel KFUM    | Odense Håndbold               | 25-29    |
| 20.9  | Viborg HK              | Team Esbjerg                  | 24-25    |
| Kilde |                        |                               |          |

### Final 4

#### Semifinaler
De fire vindere af kvartfinalerne spillede final 4-stævne 29. og 30. december 2018 i Blue Water Dokken i Esbjerg. 
| Dato  | Hold         | Hold             | Resultat |
| ----- | ------------ | ---------------- | -------- |
| 29.12 | Randers HK   | Nykøbing Falster | 18-37    |
| 29.12 | Team Esbjerg | Odense HC        | 25-27    |
| Kilde |              |                  |          |

#### Finale og bronzekamp
| Dato  | Hold             | Hold         | Resultat |
| ----- | ---------------- | ------------ | -------- |
| 30.12 | Randers HK       | Team Esbjerg | 26-32    |
| 30.12 | Nykøbing Falster | Odense HC    | 28-26    |
| Kilde |                  |              |          |